# Guillaume de La Tour d'Oliergues
Guillaume de la Tour d'Olièrgues, mort le 20 mars 1470, est un ecclésiastique français, évêque de Rodez (1429-1457).

## Biographie

### Origines
Guillaume de la Tour d'Olièrgues appartient à la famille d'Olliergues, une branche de la famille auvergnate de la Tour d'Auvergne.
Il est le fils d'Agne II de la Tour (mort le 22 mai 1404), seigneur d'Oliergues, et de Béatrix de Chalençon,, fille de Guillaume de Chalençon et de Valpurge de Polignac. Il est le cousin d'Henri de la Tour, évêque de Clermont.

### Début de carrière religieuse
Il fait ses études à Avignon, il obtient son doctorat en droit. Il est reçu chanoine-comte de Saint-Jean de Lyon,, en 1406 ou 1408 ou 1408.
Il est doyen de Saint-Pierre de Clermont, archidiacre de Saint Flour en l'église de Clermont, le 17 septembre 1408, et prévôt de Clermont,.

### Une prise de possession difficile
Il est nommé évêque de Rodez par le pape Martin V le 16 mars 1429,,,. De son côté, le chapitre de Rodez ne voulant pas laisser périmer son droit d'élection, choisit pour évêque Pierre d'Ëstaing,,, archidiacre de Conques,, l'un de ses membres les plus distingués, à la fin du mois d'avril 1429. 
Dans une bulle datée de décembre 1429 envoyée au chapitre de Rodez, Martin V lui ordonne de recevoir comme évêque Guillaume de La Tour. Le 8 avril 1430, Pierre Borniol, official de Saint-Flour, est missionné par le pape pour que Guillaume de La Tour prenne possession de l'évêché de Rodez. Martin V fait emprisonner les vicaires de Pierre d’Estaing ce qui déclenche le 12 juillet 1430 un appel du chapitre auprès de Martin V contre cet emprisonnement. Finalement, le 2 aout 1430, Pierre d’Estaing consent à restituer les biens et places usurpées par ses partisans à Guillaume de La Tour, contre une pension annuelle de cinq cents écus, jusqu’à ce qu’il reçoive un bénéfice de revenu équivalent. Après un arrêt du Parlement de Toulouse,, Guillaume de la Tour prend possession de son diocèse en 1432,,,.

### Des conflits
Les tensions avec le chapitre de Rodez persistèrent pendant plusieurs années. Parmi les griefs : l'absence de consultation du chapitre, l'extension de la gabelle sur le vin aux chanoines, la tenue d’un concile à Villefranche, bourg rival de Rodez,… Le différend fut escaladé au concile de Bâle où un arbitrage fut trouvé en 1438 confirmant les décisions prises par l’évêque mais instaurant des protections pour les chanoines pour le futur,. Les clercs ne furent pas les seuls à avoir des conflits avec Guillaume de La Tour. Un différend l'opposa également aux consuls de Rodez au sujet de la garde des clefs de la porte Saint-Martial. Ni la cour de paréage de Rodez, ni le Sénéchal de Rouergue n'ayant permis de trouver une issue acceptée par les protagonistes, c'est finalement un arrêt du Parlement de Paris rendu en 1444 qui clôt l'affaire en donnant raison à l'évêque et asseyant ainsi son autorité. En 1456, il se trouvera alors à arbitrer un différend entre les consuls et les chanoines, exemptant ces derniers de la taille sur quelques possessions.
Dès 1430, Guillaume de La Tour et le chapitre de Rodez firent cause commune pour empêcher l'érection d'un chapitre dans la nouvelle église à peine terminée à Villefranche, capitale du Rouergue et siège du Sénéchal. S'ensuivit une série de décisions successives du pape Eugène IV invalidant 1431 puis autorisant en 1444 puis à nouveau s'opposant en 1445... Une bulle du pape Nicolas V, successeur de Eugène IV, autorisa finalement l'érection du chapitre de Villefranche en 1447. L'opposition se fit alors plus radicale. L'excommunication fut alors brandie par le pape contre celle-ci. Un nouveau soubresaut eut lieu en 1450 avec le décès du premier prévôt du chapitre et l'intervention de Guillaume de La Tour pour essayer d'imposer un successeur sans succès à la suite d'un arrêt du Parlement de Toulouse de 1451. Un accord entre Guillaume de La Tour et le chapitre mit une fin définitive aux désordres en 1453.
Les chemins Guillaume de La Tour et de Pierre d'Estaing se croisèrent à nouveau à l'occasion de l'élection de ce dernier comme Dom d'Aubrac en 1437. Alors que la Domerie d'Aubrac ne relevait pas de la juridiction diocésaine, Guillaume de La Tour voulu visiter l'hôpital d'Aubrac et exigea que le Dom participe au synode diocésain.  S'ensuivit un appel au pape du Dom et son excommunication immédiate par l'évêque. Après avoir diligenté une enquête que Guillaume de La Tour tenta de contrer, le pape Nicolas V dans une bulle du 8 octobre 1440 annula les mesures prises à l'encontre de Pierre d'Estaing et plaça la Domerie d'Aubrac sous sa protection,. À la mort de Nicolas V, Guillaume de La Tour obtint de son successeur Calixte III une nouvelle décision annulant la précédente et plaçant la Domerie d'Aubrac sous l'autorité diocésaine.  Alors qu'ils entamaient de nouvelles démarches, les moines furent victimes en 1461 de bandits qui les dépouillèrent de tous les biens. Ils firent à nouveau appel au pape, Paul II publia le 1er octobre 1466 une bulle enjoignant aux pillards de rendre les biens volés sous peine d'excommunication et rétablit l'indépendance de la Domerie d'Aubrac de l'autorité diocésaine, indépendance qui fut confirmée une nouvelle fois par le pape Alexandre VI en 1498.

### Évêque de Rodez
Guillaume de la Tour assiste aux conciles de Constance en 1415, et à celui de Bâle en 1434,,. Il n'en repart pour son diocèse qu'en septembre 1435.

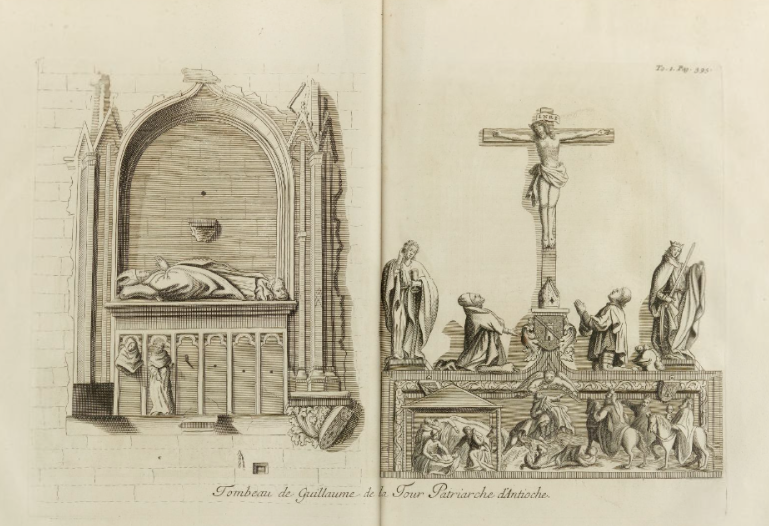
Tombeau de Guillaume de la Tour dans la cathédrale de Rodez.

Il contribue à la construction de la cathédrale de Rodez, où ses armes peuvent être vues sur plusieurs clefs de voûte de la nef,. Il est à l'origine de la construction de la tour Corbière à Rodez en 1445 et de la reconstruction du château (en 1442) et de la collégiale de Salles-Curan (en 1452),,,,. Il y établit un chapitre collégial de 6 chanoines et 2 clercs en 1456, qui est supprimé en 1779,.
Le pape Calixte III accepte sa démission de sa charge d'évêque de Rodez en 1457,,,, en faveur de son neveu Bertrand de Chalençon,. Il est le fils de Louis-Armand de Chalençon - lui-même fils de Pierre de Chalençon et frère de Béatrix de Chalençon, sa mère - et d'Isabelle de la Tour. Le pape nomme Guillaume de la Tour 8 jours plus tard Patriarche latin d'Antioche,,. Il garde alors la jouissance des châteaux de Salles-Curan et de Muret-les-Rodez et l'administration du diocèse,.
Il meurt le 20 mars 1470 au château de Muret-les-Rodez,,,,. Il est inhumé dans la chapelle des Trois-Rois de la cathédrale de Rodez,,,,.